# Gnathia arabica
Gnathia arabica is een pissebed uit de familie Gnathiidae. De wetenschappelijke naam van de soort is voor het eerst geldig gepubliceerd in 1995 door Schotte.